# Morisken Verlag
Der Morisken Verlag ist ein Independent-Verlag aus München. Er wurde 2013 von Thomas Peters im Stadtteil Schwabing gegründet und veröffentlicht hauptsächlich Belletristik sowie Kinder- und Jugendliteratur. Der Morisken Verlag ist Mitglied des Börsenvereins des Deutschen Buchhandels, des Beirats des Schöne-Bücher-Netzwerks und Gründer der Münchner Buchmacher. Im Juni 2024 wurde Peters in den Vorstand des Landesverbands Bayern im Börsenverein des Deutschen Buchhandels gewählt.

## Name
Der Verlagsname soll den Unterhaltungscharakter des Programms unterstreichen und leitet sich von den Moriskentänzern ab, mittelalterliche Akrobaten und Gaukler, die vor allem durch Erasmus Grassers Skulpturen aus dem 15. Jahrhundert sowie die heutigen Tanzgruppen der TU München und der Landshuter Hochzeit bekannt sind.

## Autoren
Zu den Autoren des Verlags gehören Adolph Kurt Böhm, Bernhard Hagemann, Lea Hermann, Heribert Riesenhuber, Patrick Roche, Leonhard M. Seidl und Reiner Stolte. Von Malene Walter stammt der meistverkaufte Verlagstitel, ihr Bilderbuchdebüt „Fussel und der Mutausbruch“, das auch ins Koreanische übersetzt wurde.

## Auszeichnungen
- LovelyBooks Leserpreis in Gold für Malene Walter: Fussel und der Mutausbruch, 2020[12]
- Verlagsprämie des Freistaats Bayern, 2022[13]
- Shortlist LovelyBooks Community Award für Lea Hermann: Hirnweh, 2023[14]
- Skoutz-Award in Gold für Lea Hermann: Hirnweh, 2023[15]

## Münchner Buchmacher
Auf Initiative von Thomas Peters schlossen sich der Morisken Verlag und die ebenfalls inhabergeführten Kleinverlage austernbank verlag, edition tingeltangel, Franz Schiermeier Verlag und Hirschkäfer Verlag 2017 zu der Verlagskooperation der Münchner Buchmacher zusammen und traten seitdem gemeinsam bei Kulturveranstaltungen wie dem Corso Leopold oder dem Indiebookday in Erscheinung.
Die Gruppe erweiterte sich 2018 um den Schillo Verlag und den Susanna Rieder Verlag auf sieben Verlage mit ganz unterschiedlichen Verlagsprogrammen. Diese Bibliodiversität führte zu in der Branche begehrten Einladungen zum jährlichen Markt der unabhängigen Verlage im Literaturhaus München im Rahmen des Literaturfestes München. Zudem arbeitet der Verlagszusammenschluss eng mit dem lokalen Buchhandel zusammen, etwa mit Gemeinschaftsaktionen zur Woche unabhängiger Buchhandlungen.
Durch eine Zusammenarbeit mit dem Kompetenzteam Kultur- und Kreativwirtschaft der Landeshauptstadt München unterhielten die Münchner Buchmacher von Dezember 2018 bis Juni 2019 einen Pop-up-Store im Münchner Rathaus, der überregional Beachtung fand. Aufgrund dieser Aktion wurde Thomas Peters stellvertretend für die gesamte Gruppe für den Sales Award 2019 auf der Leipziger Buchmesse nominiert. Mitte Juni 2020 bezogen die Verlegerinnen und Verleger erneut ein Ladenlokal auf Zeit im Münchner Rathaus, das die Stadt München künftig im jährlichen Wechsel Kreativunternehmen zur Verfügung stellt.
Seit 2022 richtet die Verlagsinitiative mit dem Münchner Buchfest eine eigene kleine Buchmesse für unabhängige Verlage aus. Die Schirmherrschaft übernahmen bislang Münchens Altoberbürgermeister Christian Ude und Bayern-1-Moderatorin Ulla Müller.

## Publikationen (Auswahl)
- Lea Hermann: Hirnweh. München 2022, ISBN 978-3-944596-32-7
- Philipp S. Holstein: Erleuchtung in Büdelsdorf. München 2022, ISBN 978-3-944596-31-0
- Andi Rensen Aguión: Paulotta Plastikball. München 2021, ISBN 978-3-944596-29-7
- Susan Schaefer Bernardo, Courtenay Fletcher: Monsieur Steinlen und die Katzen – Eine inspirierende Künstlergeschichte aus Paris. Übersetzt von Theresia Riesenhuber („The Artist Who Loved Cats“, Inner Flower Child Books, 2019). München 2021, ISBN 978-3-944596-26-6
- Bernhard Hagemann: Die Pensionsspiele von Oberammergau. München 2020, ISBN 978-3-944596-23-5
- Reiner Stolte: Mythos Herakles. München 2019, ISBN 978-3-944596-20-4
- Malene Walter: Fussel und der Mutausbruch. München 2019, ISBN 978-3-944596-19-8
- Leonhard M. Seidl: Besäufniserregend – Eine bierernste Krimikomödie. München 2018, ISBN 978-3-944596-15-0
- Ost Boys: Asozialer Guide für Deutschland. München 2017, ISBN 978-3-944596-14-3
- Olaf Maly: Mittersendling – Münchner Lausbubengeschichten. München 2016, ISBN 978-3-944596-11-2
- Adolph Kurt Böhm: Musik und Menschlichkeit. München 2014, ISBN 978-3-944596-08-2
- Dron: Butterflys im Bauch – von Liebe und Gewalttaten. München 2014, ISBN 978-3-944596-06-8